# Netřesk střešní
Netřesk střešní (Sempervivum tectorum) je sukulentní rostlina z čeledi tlusticovitých (Crassulaceae).

## Popis
Netřesk střešní je vytrvalá bylina s růžicí přízemních, dužnatých listů, která vytváří ve volné přírodě a na zahradách na suchých stanovištích husté porosty.
Jde o robustní rostlinu, v květu může mít až 60 cm. Rozevřená růžice může mít i více než 10 cm v průměru. Listy má červeně skvrnité. Na okrajích jsou listy bílé brvité, jinde jsou lysé.
Ze starších (dospělých) růžic vyrůstají na začátku léta stonky zakončené závinem z množství růžově zbarvených květů. Po odkvetení růžice odumírá. Rostlina se však rozmnožuje převážně vegetativně zakořeněním dceřiných růžic.

## Původ a výskyt
Nestřesk střešní je původem z hor jižní Evropy - najdeme ho v Pyrenejích, Alpách, v horách střední Francie, Apeninách a Dinárských horách. Dnes je pěstován v celé Evropě i Severní Americe. Občas může zplaňovat.
Netřesk střešní roste na zvětraných skalách a rumovištích a často se vysazuje v zahradách. Existuje v řadě různých kultivarů. Kdysi se dával i jako ozdoba zdi a ochrana střechy, protože se věřilo, že chrání budovy před bleskem.
Císař Karel Veliký údajně vydal příkaz, že se má netřesk střešní sázet na všechny střechy.
Dnes se opět používá jako jedna z rostlin na zelenou střechu, ale dává se i na verandy, schodiště.

## Pěstování
Netřesk střešní dáváme na sluneční stanoviště. Množíme ho v jarní době listovými řízky, odnožemi nebo ze semen. Sází se do sponu asi 20x20 cm. Je velmi nenáročný, pokud má prostor, rozrůstá se a pokrývá půdu.

## Ohrožení a ochrana
Netřesk střešní patří mezi chráněné druhy v Maďarsku.

## Léčitelství
Podle Českého herbáře (Alois Hynek,Praha,m 1899): „Listí šťavnaté má chuť nakyslou, trpkou, užívá se za chladící lék v zimnici a krvotoku; odvar proti úplavici a přílišné čmýře. Kořen má chuť ostrou a hořkou.
Šťáva z listí zahání kuří oka; zvláště dobře přiložiti na oko list rozmačkaný; rovněž tak užívá se jich při bolavých prsech; na vole klade se náplast z netřesku, soli a oleje, vše dohromady stlučeno.“

## Galerie

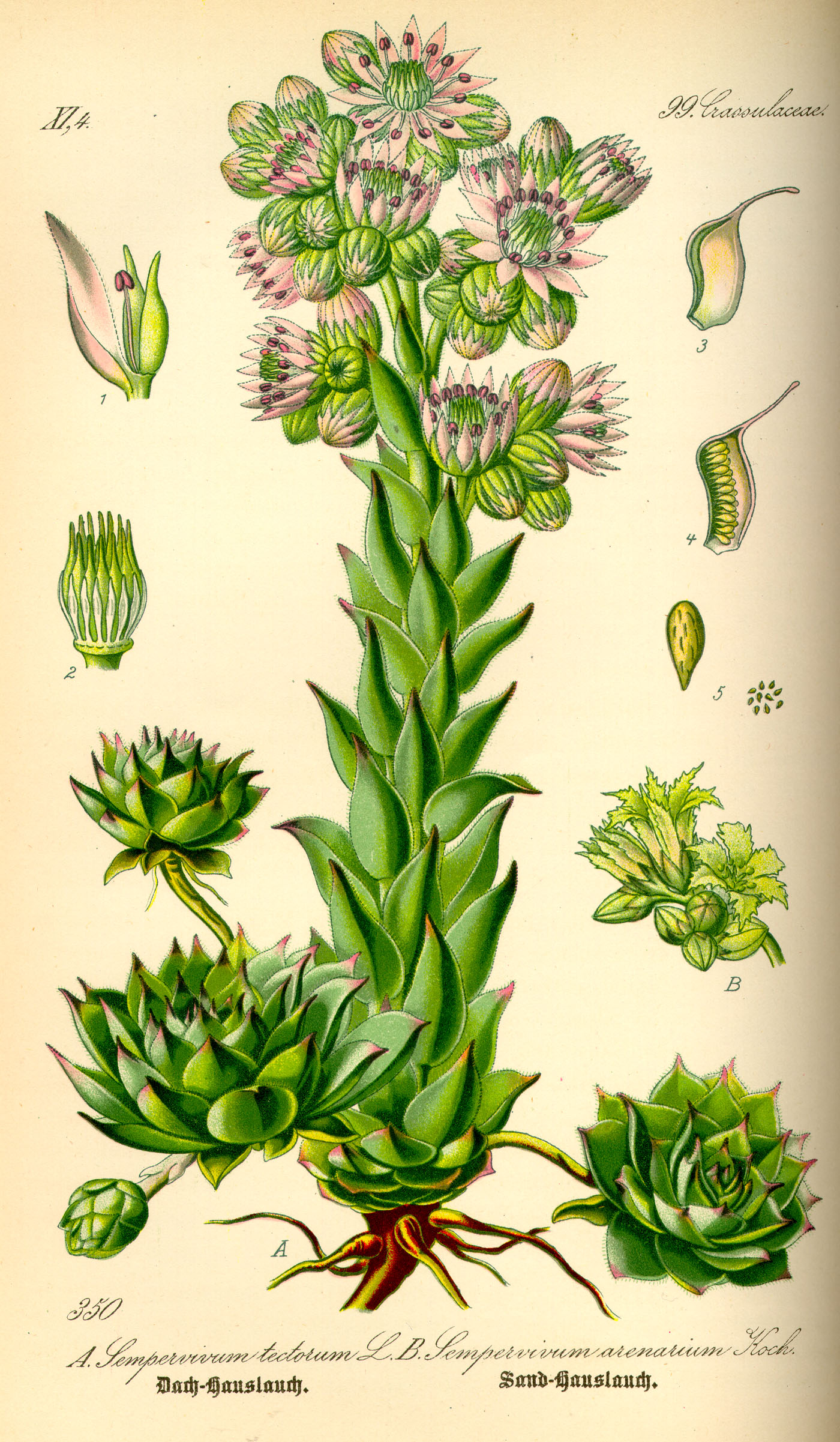
Netřesk střešní (Sempervivum tectorum)
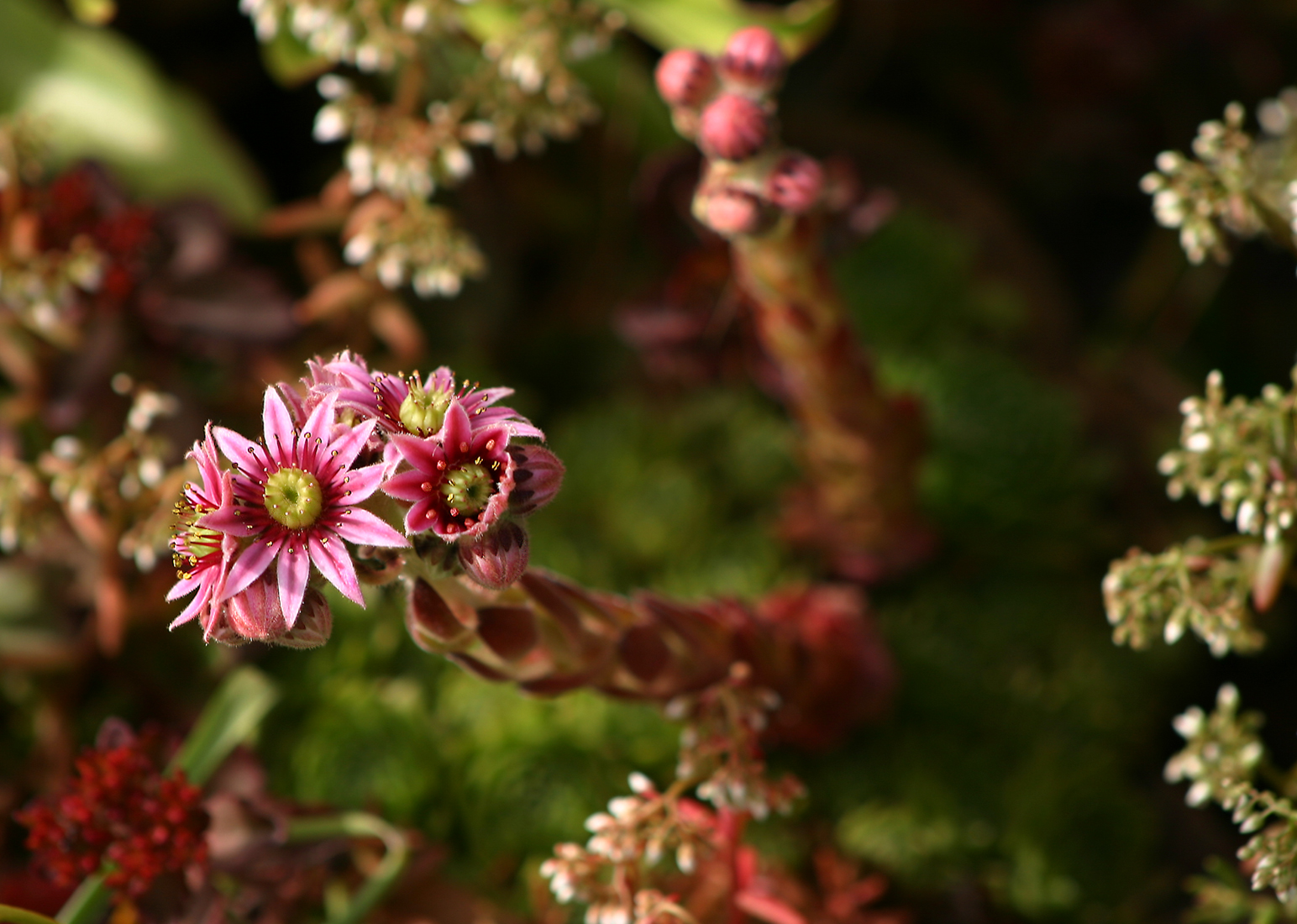
Květ netřesku střešního
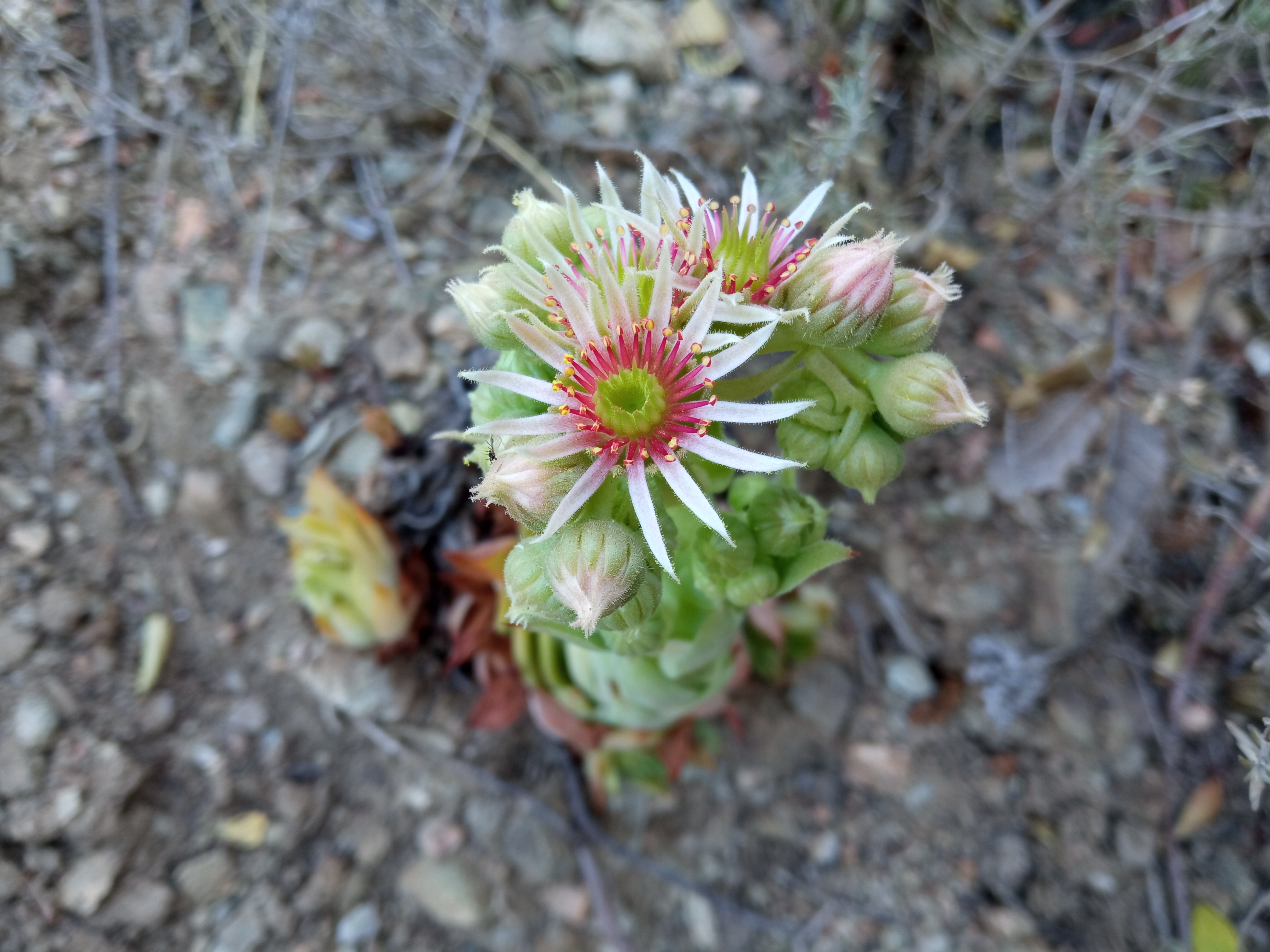
Netřesk střešní ve španělské vesnici La Cellera de Ter
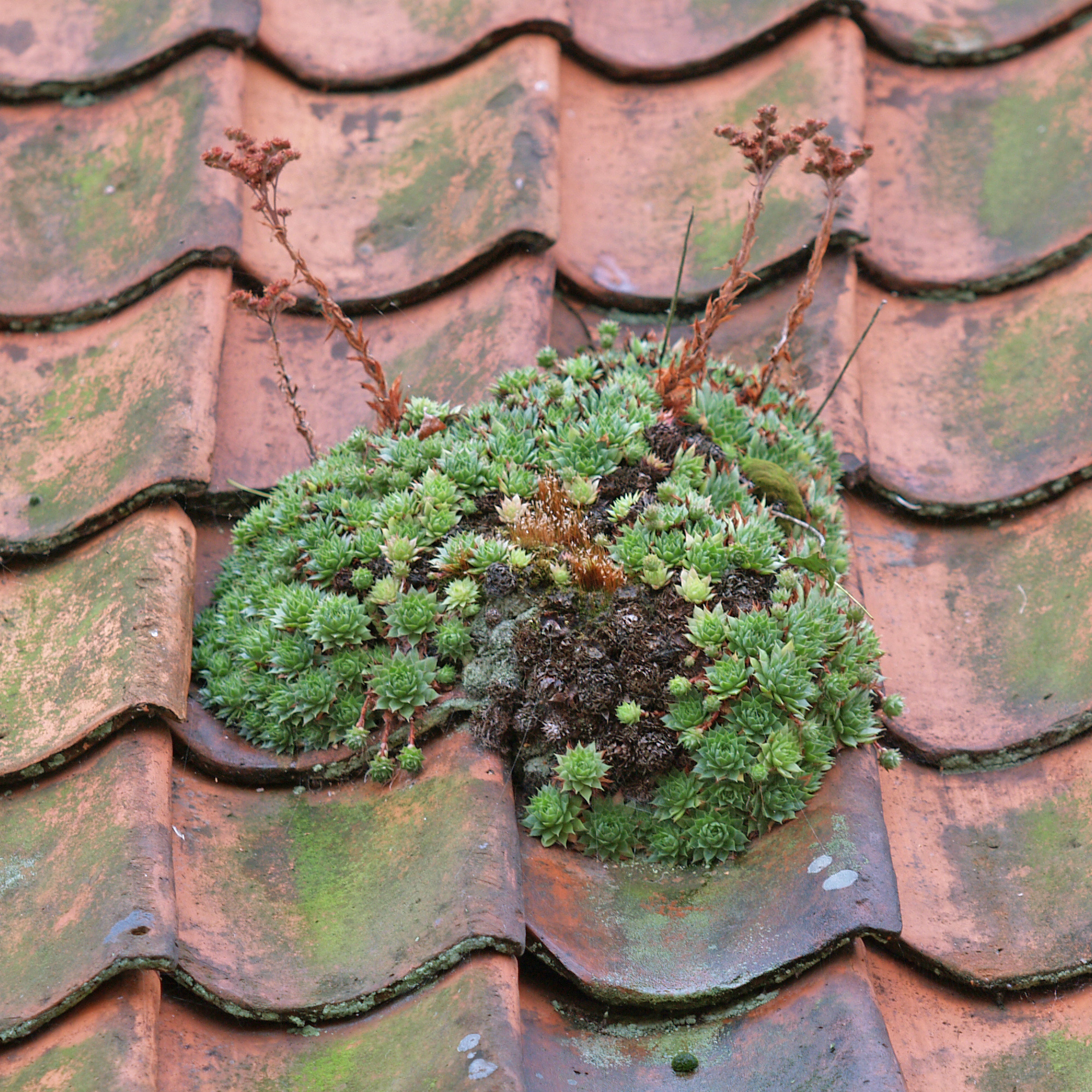
Netřesk střešní na střeše
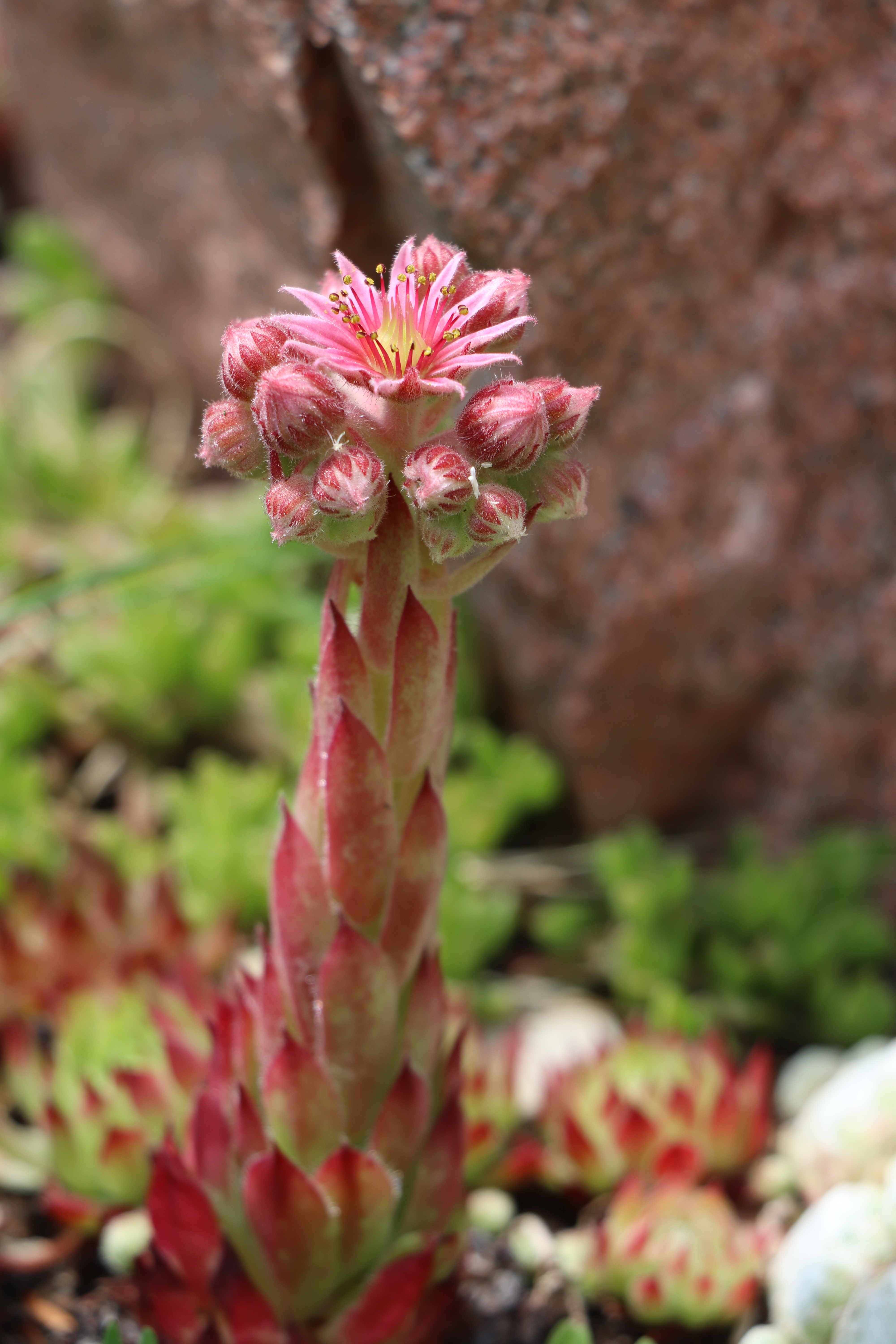
Květ netřesku střešního v korýtku
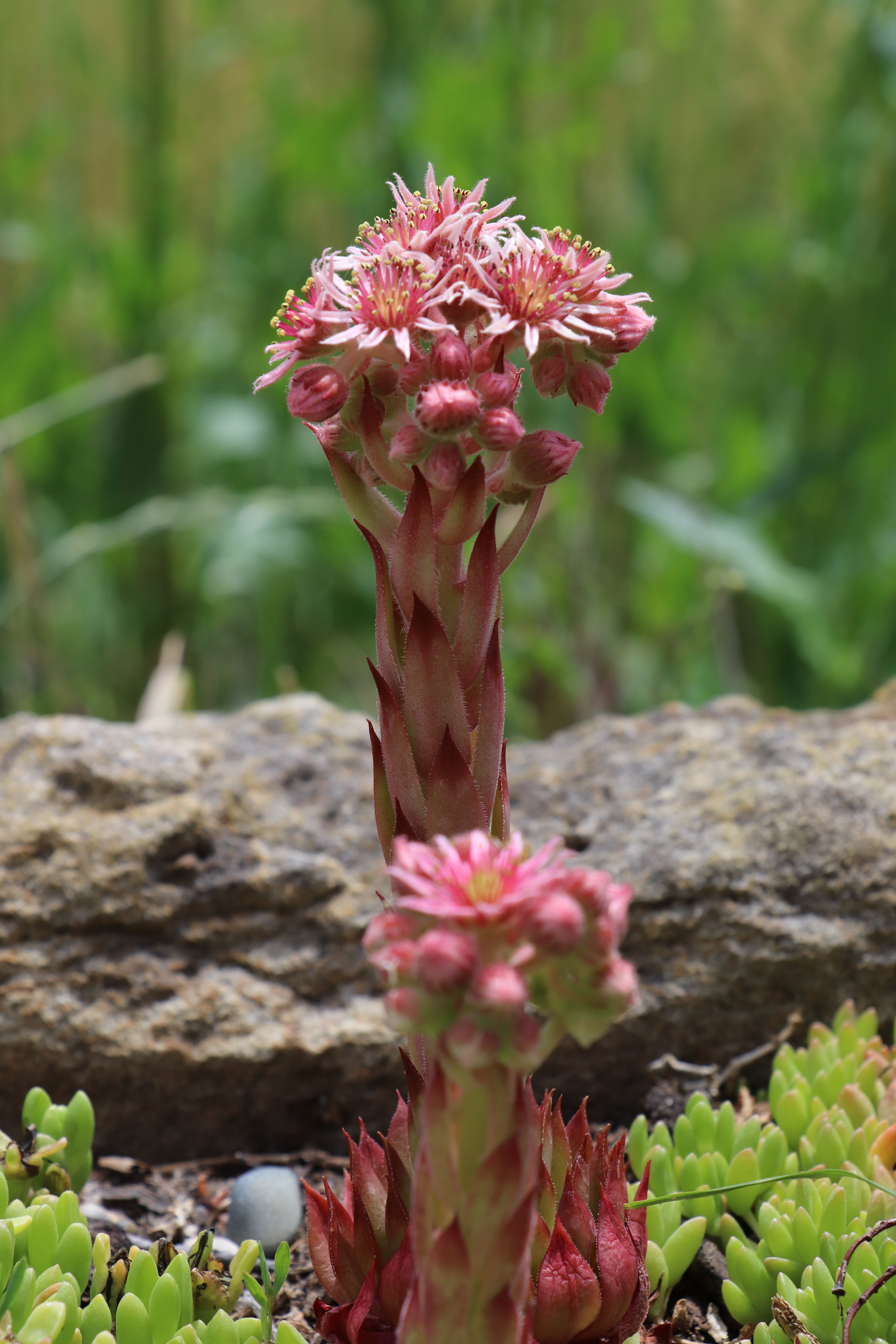
Květ netřesku střešního v korýtku
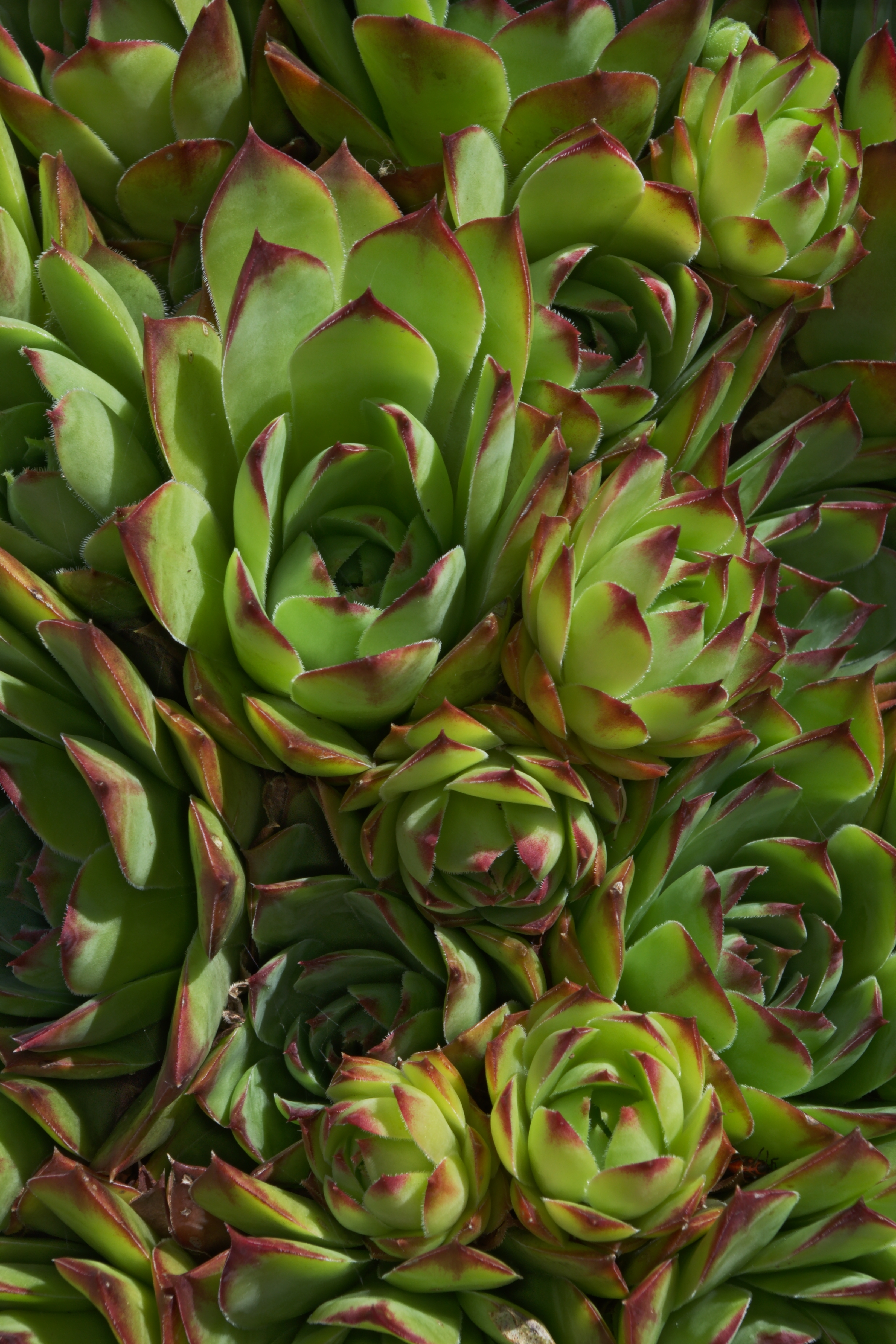
Listové růžice netřesku střešního